# Honmei choco
Honmei choco (本命チョコ (Bản mệnh Choco) Honmei choko, sô-cô-la yêu thương) là loại sô-cô-la mà phụ nữ Nhật Bản chỉ dành tặng cho đàn ông mà họ thực sự yêu thương nhân dịp lễ tình nhân. Honmei choco là loại sô cô la đặc biệt, thông thường do chính phụ nữ tự làm, có giá trị hơn hay là mắc hơn giri choco (loại sô cô la chỉ dành tặng cho những người đàn ông và bạn bè có mối quan hệ bình thường).
Để đáp lễ, vào ngày Trắng, 14 tháng 3, nam giới tặng lại nữ giới những món quà như sô cô la hoặc bánh kẹo.

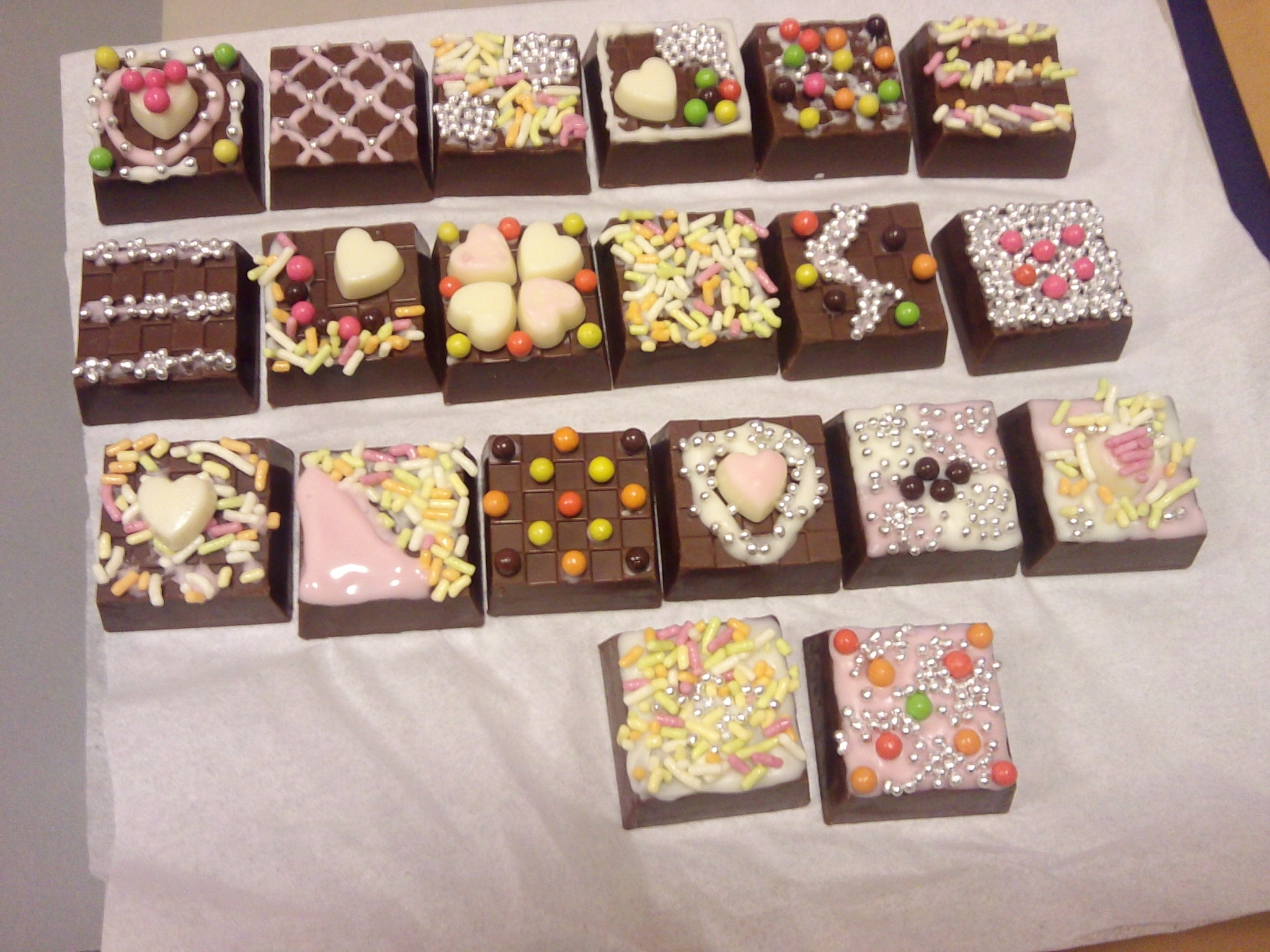
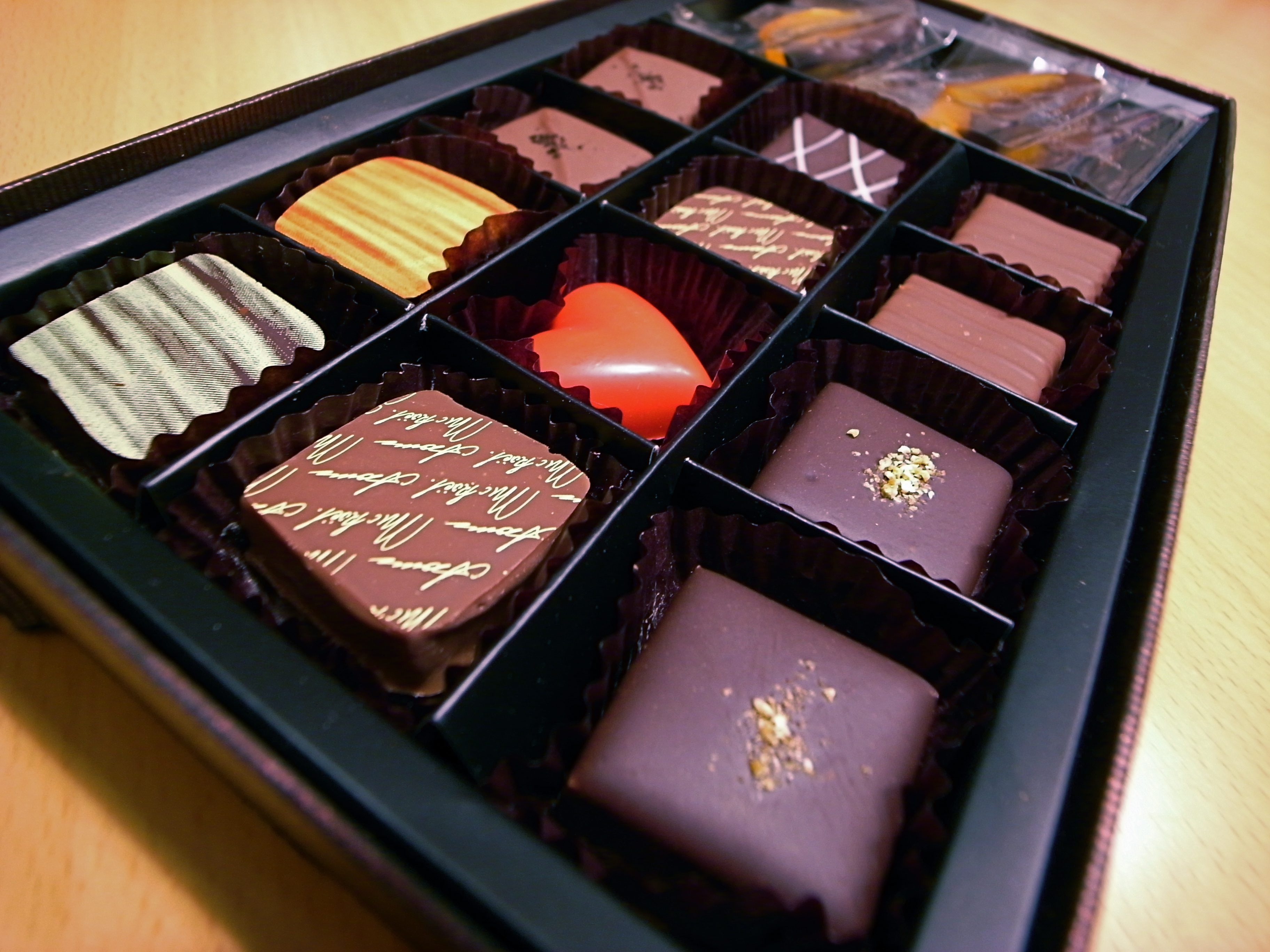
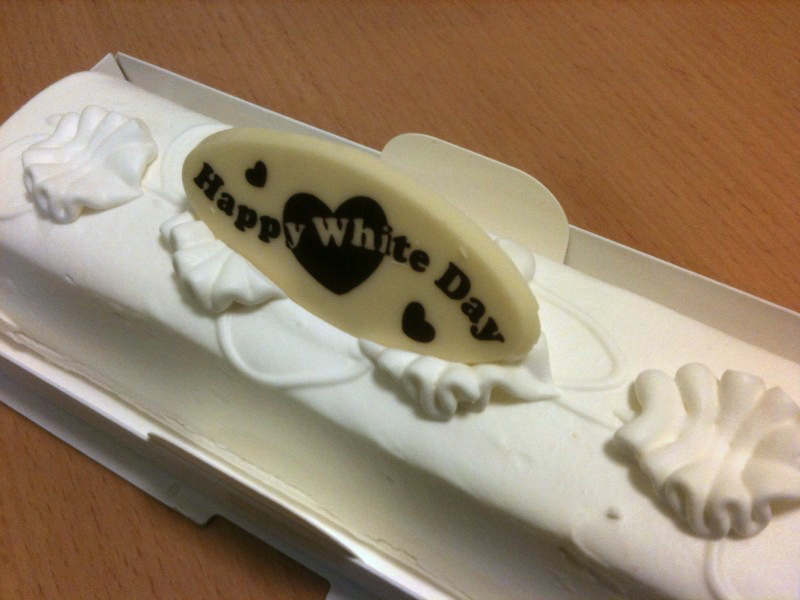

Vài thí dụ về Honmei choko